# Nyctophilus timoriensis
Nyctophilus timoriensis — вид ссавців родини лиликових.

## Проживання, поведінка
Країни поширення: Австралія, Папуа Нова Гвінея. Проживає від рівня моря до 1600 м над рівнем моря. Зустрічається в прибережних лісах і середньо-гірських лісах. Лаштує сідала в дуплах дерев і під корою. Самиці народжують одного або двох малят. Довжина покоління цього виду, ймовірно, 4-5 років.

## Загрози та охорона
В Австралії, він знаходиться під загрозою втрати середовища проживання через знищення місцевої рослинності для перетворення в сільськогосподарські угіддя. Цей вид був записаний у багатьох охоронних територіях.